# إدوين مكارثي
إدوين مكارثي (بالإنجليزية: Edwin McCarthy)‏ هو دبلوماسي أسترالي، ولد في 30 مارس 1896 في Walhalla, Victoria ‏ في أستراليا، وتوفي في 4 سبتمبر 1980.